# مدار جنوبگان

نقشه زمین که مدار جنوبگان در آن مشخص شده‌است.

مدار'۳۳°۶۶ جنوبی که منطقهٔ قطبی جنوب زمین را مشخص می‌کند مدار جنوبگان (نام قدیمی‌تر: مدار قطبی جنوب) می‌نامند.
این مدار، یکی از پنج مدار مهم زمین است که در نقشه‌ها غالباً نمایش داده می‌شود. 
موقعیت مدار جنوبگان ثابت نیست و در حال حاضر در عرض جغرافیایی ۶۶°۳۳′۵۰٫۴″ (یا ۶۶٫۵۶۳۹۹°) جنوبی قرار دارد.در سال ۲۰۰۰، این مدار موازی با عرض جغرافیایی "۳۹ '۳۳ °۶۶ جنوب استوا بوده‌است. در سال ۲۰۱۱، این مدار به عرض جغرافیایی "۴۴ '۳۳ °۶۶ (°۶۶٬۵۶۲۲) جنوبی رانده شده‌است.
محدوده جنوبی این مدار، جنوبگان و محدوده شمال آن تا مدار رأس‌الجَدی، منطقه معتدل جنوبی نام دارد. مدار شمالگان مدار مقابل آن در نیم‌کره شمالی زمین است.